# 臺灣絹蛺蝶
臺灣絹蛺蝶（學名：Calinaga formosana），又名絹蛺蝶、首環蝶、黃頸蛺蝶、黃領蛺蝶、黃領蝶。

## 描述
本種為中型蛺蝶，體色黑褐，前胸有一圈橙色毛。前翅呈三角形，邊緣略弧，翅頂圓鈍；後翅卵形。翅背面底色為暗褐色，具絹絲光澤的半透明青白色斑紋，基部為線狀、外側為斑點狀，其中中室斑紋內可見一道黑色橫條。翅腹面斑紋與背面相似，但底色較淡。

## 分佈
分佈於中國大陸南部、喜瑪拉雅、中南半島等地區。臺灣見於本島低、中海拔地區。

## 棲地
棲息於常綠闊葉林，一年一世代。成蝶飛行緩慢，喜食動物糞汁及腐敗物，冬季以蛹態休眠過冬，幼蟲以桑科雞桑葉片為食。